# الدمادم (مكيراس)

تعديل مصدري - تعديل

الدمادم هي إحدى قرى عزلة مكيراس بمديرية مكيراس التابعة لمحافظة البيضاء، بلغ تعداد سكانها 76 نسمة حسب تعداد اليمن لعام 2004.